# Alonso de Gamboa y Eraso
Alonso de Gamboa y Eraso   (Madrid, segle XVI - segle XVII) va ser un funcionari castellà.
Natural de la vila de Madrid, va ser fill del llicenciat Benito López de Gamboa, qui va exercir com a ministre del Consell Reial i era natural d'Alcalá la Real, i de Beatriz de Eraso y Galindo, natural d'Écija. Va ser col·legial de Santa Cruz de la Universitat de Granada, on està documentat el març de 1592. Mentre era al col·legi també va passar a ser alcalde d'hijosdalgo a la Reial Audiència i Cancelleria de Granada, i hom afirma que també hi va ser alcalde del crim. Posteriorment va obtenir plaça d'oïdor de l'Audiència de Galícia, on estava el 1607, després va passar a formar part del Consell de Castella. Va casar-se amb Felipa Olivera y Sotomayor, amb qui va tenir una filla, Beatriz, casada amb Antonio Chumacero, membre també del Consell de Castella. Va ser distingit essent nomenat cavaller de l'orde de Sant Jaume.